# Gelu
María de los Ángeles Rodríguez Fernández, conocida artísticamente como Gelu (Granada, 12 de febrero de 1945), es una cantante pop española de los años 1950 y 1960.

## Trayectoria artística
Especialmente popular en la primera mitad de los años sesenta y prototipo de lo que se conocía como chica yeyé, se dio a conocer en 1958 al ganar el concurso Música al azar, de Radio Granada. Tras el triunfo en su ciudad natal, se traslada primero a Madrid y luego a Barcelona, donde graba con la discográfica La Voz de su Amo sus dos primeros éxitos: Los gitanos y Después de seis tequilas.
Fueron estas canciones las que marcaron el inicio de una carrera breve pero intensa con éxitos como Siempre es domingo, Cuanto más lejos estoy o Carnavalito gitano y versiones de Petula Clark como Ciao ciao (Downtown) o Pinta mi mundo (Colour My World).
En 1963 alcanza la cumbre de su popularidad al grabar, acompañada por Los Mustang, la versión en castellano de La partita di pallone (El partido de fútbol), una canción de la italiana Rita Pavone. Llegó a realizar seis exitosas giras por América y consiguió tres discos de oro.
También en esa época graba algunos temas con el solista Tito Mora, con el que mantiene una relación sentimental durante un par de años. Posteriormente se casó con el cantante catalán Santiago Palau (Santy). En 1968, en pleno éxito, se retira de la música.

## Discografía

### Corta duración
- 1960 - Después de Seis Tequilas / Detrás del Horizonte / Bras Dessus, Bras Dessous / Los Gitanos (La Voz de su Amo)
- 1960 - ¿Por qué no Soy un Ángel? / Valentino / Carnavalito Gitano / La Luna, el Cielo y Tú (La Voz de su Amo)
- 1961 - III Festival de la Canción de Benidorm 1961 (La Voz de su Amo)
- 1961 - La Novia (La Voz de su Amo)
- 1961 - Flamenco Rock (La Voz de su Amo)
- 1962 - No me Puedo Quejar / Déjenme en Paz / Twist, Twist, Twist / El Puente del Sol (La Voz de su Amo)
- 1962 - Siempre es Domingo / Moliendo Café / Gin, Gin, Gin / Canto o Fado (La Voz de su Amo)
- 1962 - Dime Por Qué / Doble Twist / Rosita Cha Cha Cha / Lo que te Gustó de Mí (La Voz de su Amo)
- 1962 - Et Maintenant (La Voz de su Amo)
- 1962 - Cuando Calienta el Sol (La Voz de su Amo)
- 1962 - Canta Conmigo / Cuando Llegue Septiembre / El Poeta Lloró / Vuela, Vuela Hacia Mi (La Voz de su Amo)
- 1963 - El Partido de Fútbol / Quinientas Millas / Por el Mar / La Muchacha (La Voz de su Amo)
- 1963 - Dame Felicidad (La Voz de su Amo)
- 1963 - Cuatro Guitarras / Pelo de Panocha / Lisboa de Noche / Bienvenido Amor (La Voz de su Amo)
- 1963 - Esta es mi Noche / La Tercera Luna / El Baile del Mattone / Que Cosas me Dirás (La Voz de su Amo)
- 1963 - Renato / El Ritmo de la Lluvia / Cúlpale a la Bossa Nova / Il Tangaccio (La Voz de su Amo)
- 1964 - Gelu y Los Mustang (La Voz de su Amo)
- 1964 - Gelu y Tito Mora (La Voz de su Amo)
- 1964 - Gelu y Tito Mora (RCA)
- 1964 - Oh, Mi Señor / Tu Nombre / Te Buscaré / Yo Soy la que Soy (La Voz de su Amo)
- 1964 - Piedad, Señor / Tú no Tienes Corazón / Hoy de Rodillas / Carillón (La Voz de su Amo)
- 1965 - No Soy Digna de Ti / Qué Harás / El Amor / Amore Mío (La Voz de su Amo)
- 1965 - Down Town (La Voz de su Amo)
- 1965 - Gelu Canta 4 Canciones del Dúo Dinámico (La Voz de su Amo)
- 1965 - Capri se Acabó (La Voz de su Amo)
- 1966 - III Festival de la Canción de Mallorca 1966 (La Voz de su Amo)
- 1966 - VIII Festival de la Canción Mediterránea (La Voz de su Amo)
- 1966 - XVI Festival de San Remo (La Voz de su Amo)
- 1966 - Mi Amor / Y...Y.../ El Carnaval se ha Ido / ¡Llama! (La Voz de su Amo)
- 1966 - Festival de San Remo (La Voz de su Amo)
- 1966 - Te Veo a Ti / Todo Cambió / No Necesito tu Amor / Soy Como Quieres Tú (La Voz de su Amo)
- 1967 - No Duermas en el Metro (La Voz de su Amo)
- 1967 - Amor es mi Canción (La Voz de su Amo)
- 1968 - Tu no Conoces la Primavera (Odeon)
- 1969 - Eurovisión 1969 (Marfer)

### Recopilatorios
- 1981 - Así Canta Gelu (EMI)